# Вальниця кочення

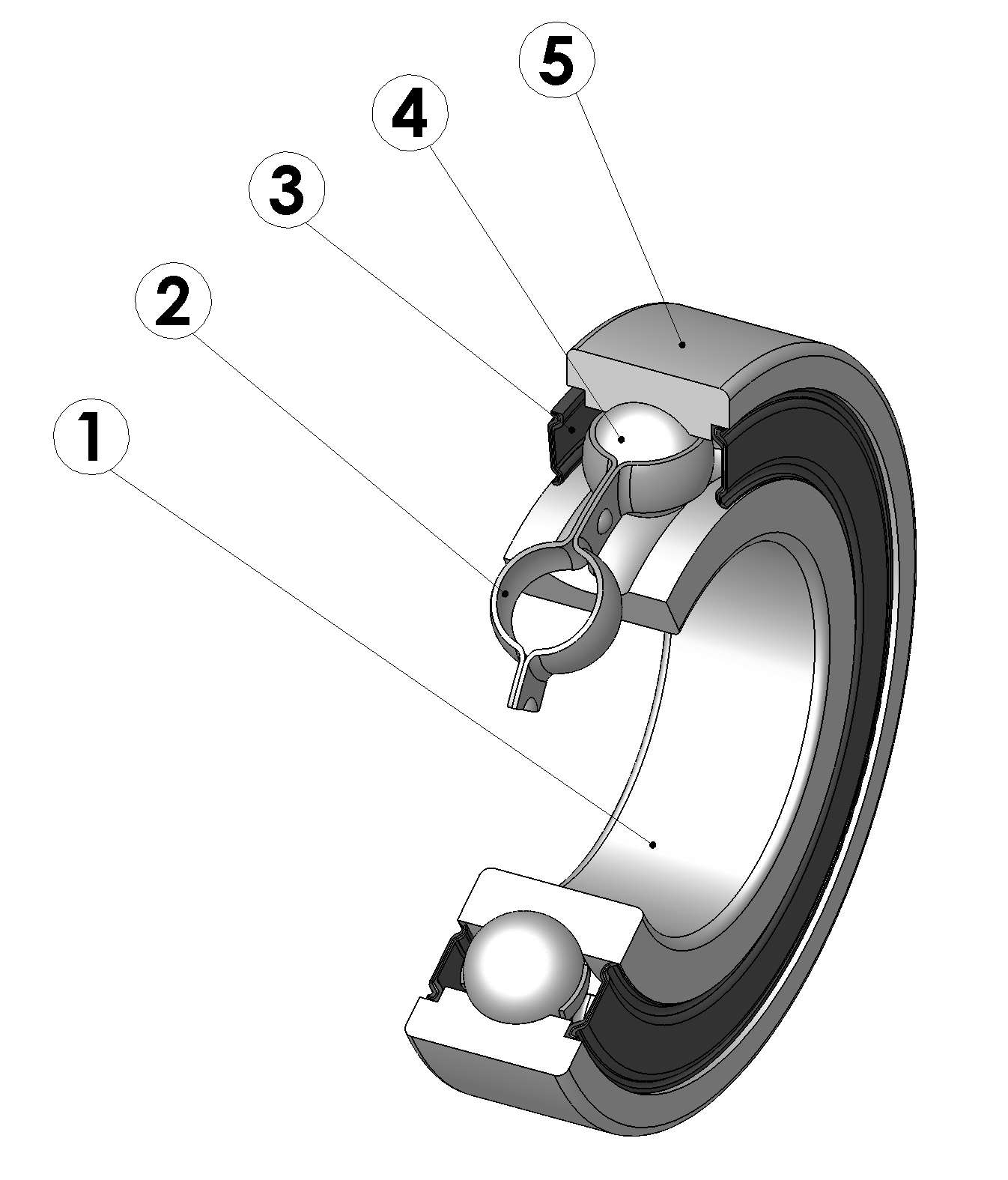
Вальниця кочення.
1 — внутрішнє кільце
2 — сепаратор
3 — захисна шайба
4 — кулька
5 — зовнішнє кільце

Вальни́ця котіння — тип вальниці, елемент опор осей, валів та інших деталей, що працюють на використанні принципу тертя котіння

## Загальний опис
Вальниця кочення переважно складається з зовнішнього та внутрішнього кілець, тіл кочення і сепаратора. Деякі вальниці бувають і без сепаратора. Відносне обертання внутрішнього кільця відносно зовнішнього забезпечується за рахунок тіл кочення між кільцями.
Також існують насипні вальниці, що складаються із сепаратора і вставлених в нього кульок, які можна витягувати.
У деяких вузлах машин з метою зменшення габаритів, а також підвищення точності і жорсткості застосовують так звані суміщені опори: доріжки кочення при цьому виконують безпосередньо на валу або на поверхні корпусної деталі.
Є вальниці кочення, виготовлені без сепаратора. Такі вальниці мають більше число тіл кочення і більшу вантажопідйомність. Однак граничні частоти обертання вальниць без сепараторів значно нижчі внаслідок підвищених моментів опору обертанню.
У вальниць кочення виникає переважно тертя кочення (присутні лише невеликі втрати на тертя ковзання між сепаратором та тілами кочення), тому в порівнянні з вальницями ковзання знижуються втрати енергії на тертя, і зменшується знос виробу. Закриті вальниці кочення, із захисними кришками, практично не вимагають обслуговування (заміни мастила), відкриті ж навпаки є чутливими до потрапляння сторонніх предметів, що може призвести до швидкого руйнування вальниці.

## Класифікація
За формою тіла кочення:
- кулькові;
- з короткими роликами;
- з довгими роликами;
- з витими роликами;
- з конічними роликами;
- з бочкоподібними роликами;
- з голчастими роликами.

За числом рядів кочення:
- однорядні;
- дворядні;
- чотирирядні.

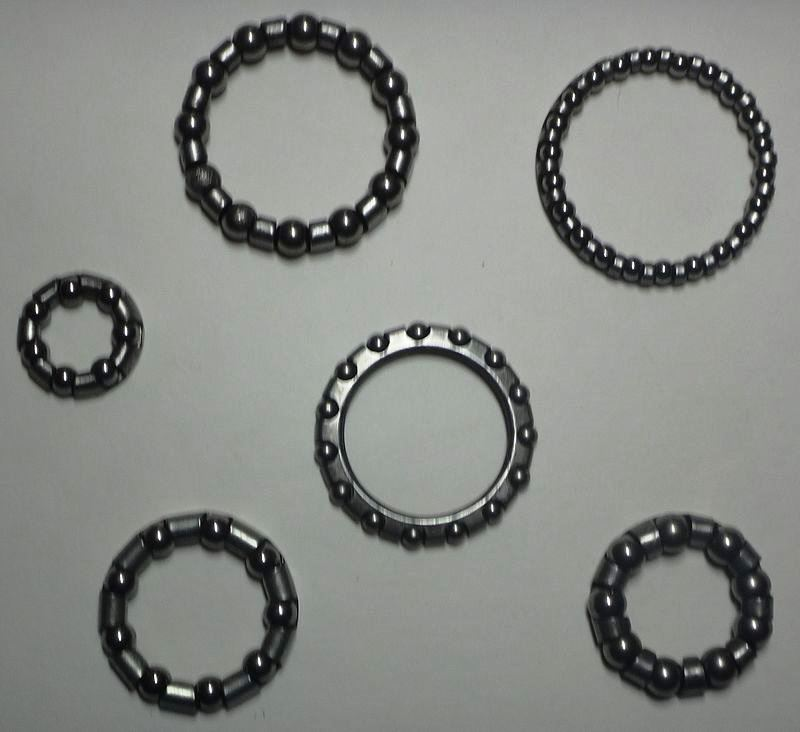
Різні види насипних вальниць

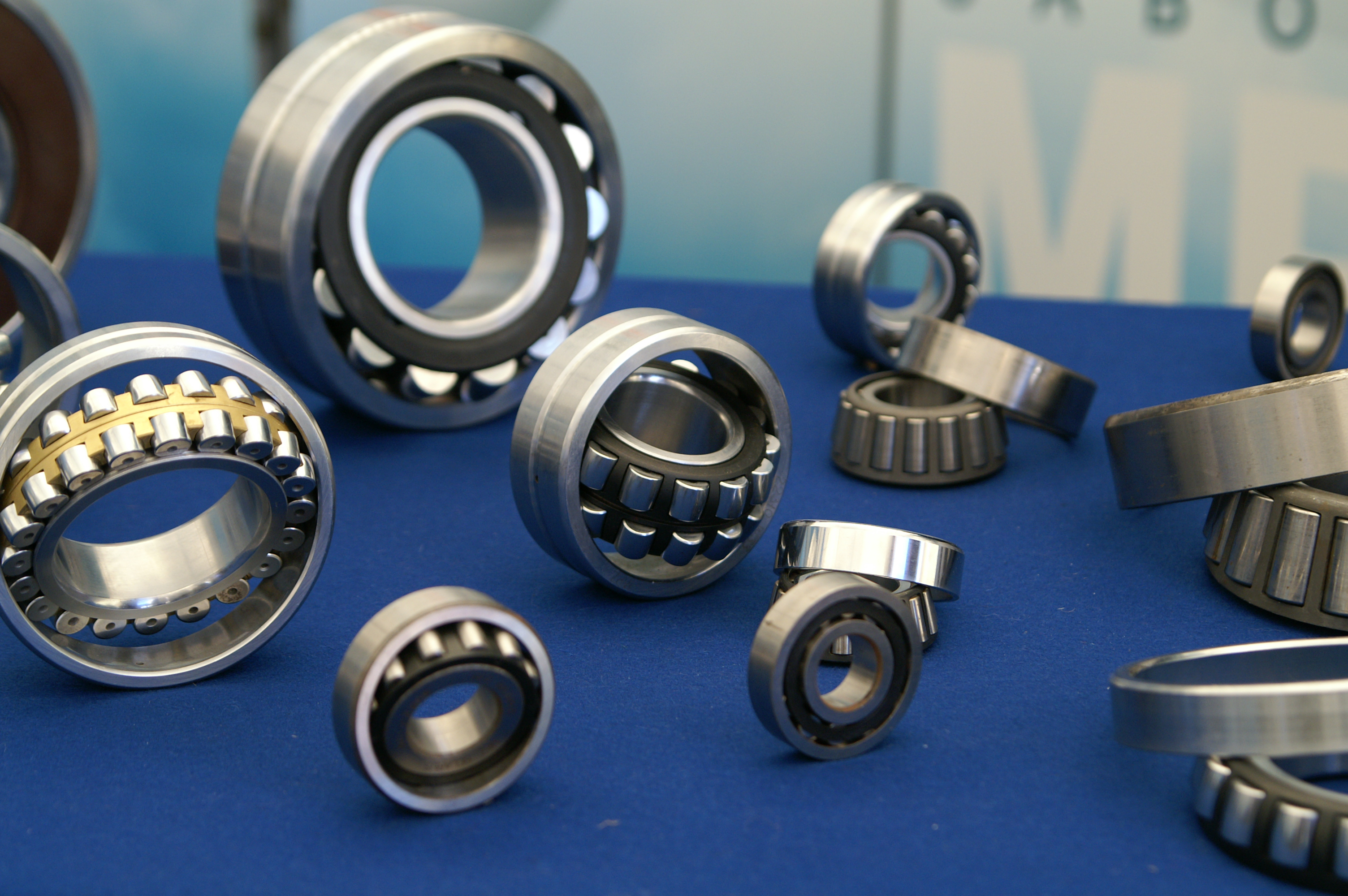
Вальниці кочення різних розмірів та конструкцій

За способом компенсації перекосів вала:
- несамоустановні;
- самоустановні сферичні. Вони допускають перекоси кілець до 2°-3°, завдяки чому можуть працювати при збільшених деформаціях валів і при неспіввісносному розміщенні отворів під вальниці в окремих опорах вала.

За напрямом сприймання навантаження:
- Радіальні-сприймають тільки навантаження напрямлене перпендикулярно до осі обертання;
- Упорні-сприймають тільки осьове навантаження;
- Радіально-упорні;
- Упорно-радіальні;
- Лінійні. Забезпечують рухливість уздовж осі, обертання навколо осі не нормується або є неможливим. Зустрічаються рейкові, телескопічні або лінійні підшипники валу;
  - Кулькові гвинтові передачі. Забезпечують сполучення гвинт-гайка за допомогою тіл кочення;

За розмірами з однаковим внутрішнім діаметром:
- За радіальним розміром (5 серій діаметрів):
  - надлегка;
  - особливо легка;
  - легка;
  - середня;
  - важка.

- За шириною(4 серії ширин)
  - особливо вузька;
  - вузька;
  - нормальна широка;
  - особливо широка.

## Умовне позначення вітчизняних вальниць
Схема1 використовується для вальниць з внутрішнім діаметром до 9 мм. Виняток становлять вальниці з діаметром 0.6, 1.5, та 2.5 мм, що позначаються через дріб.
| X | XX | X | 0 | X | X |
| - | -- | - | - | - | - |
| 6 | 5  | 4 | 3 | 2 | 1 |

1. внутрішній діаметр;
2. серія діаметрів;
3. знак нуль;
4. тип вальниці;
5. конструктивне виконання;
6. серія ширин або висот.

Схема2 використовується для вальниць з внутрішнім діаметром більшим за 9 мм. Виняток становлять вальниці з діаметром 22, 28, 32 та 500 мм, що позначаються через дріб.
| X | XX | X | X | XX |
| - | -- | - | - | -- |
| 5 | 4  | 3 | 2 | 1  |

1. внутрішній діаметр;
2. серія діаметрів;
3. тип вальниць;
4. конструктивне виконання;
5. серія ширин або висот;

### Правила позначення діаметрів
Діаметри до 9 мм позначаються своїм фактичним значенням. Винятки становлять діаметри 0.6, 1.5, 2.5 мм які позначаються через дріб.
Діаметри 20 мм і більше, якщо вони кратні 5 позначаються часткою від ділення діаметра на 5. Винятки становлять діаметри 22, 28, 32 та 500 мм, які позначаються через дріб. Наприклад, у вальниці 603/32 внутрішній діаметр d=32 мм.
Діаметри 10, 12, 15 і 17 відповідно позначаються 00, 01, 02, 03.
Вальниці, що мають внутрішній діаметр більший за 500 мм позначаються номінальним значенням.

### Позначення типів діаметрів
| Тип вальниці                                             | Позначення |
| -------------------------------------------------------- | ---------- |
| Кулькова радіальна однорядна                             | 0          |
| Кулькова радіальна дворядна сферична                     | 1          |
| Радіальна з короткими циліндричними роликами             | 2          |
| Радіальна роликова дворядна сферична                     | 3          |
| Роликова із довгими циліндричними роликами або голчастий | 4          |
| Роликова з витими роликами                               | 5          |
| Радіально-упорна кулькова                                | 6          |
| Роликова конічна                                         | 7          |
| Упорна або упорно-радіальна кулькова                     | 8          |
| Упорна або упорно-радіальна роликова                     | 9          |
| Радіально-сферична дворядна з конічним отвором           | 11         |
| Радіальна однорядна з одним ущільненням                  | 16         |
| Радіальна однорядна з двома ущільненнями                 | 18         |

### Позначення серій вальниць
Розмірна серія вальниць — поєднання серій діаметрів і ширин (висот), визначають габаритні розміри вальниці. Для вальниць встановленні такі серії (ГОСТ 3478):
- діаметрів 0, 8, 9, 1, 7, 2, 3, 4, 5;
- ширин і висот 7, 8, 9, 0, 1, 2, 3, 4, 5, 6.

Перелік серій діаметрів показаний в порядку зростання розміру зовнішнього діаметра вальниці при однаковому внутрішньому діаметрі. Перелік серій ширин та висот показаний в порядку зростання розміру ширини та висоти.
Серія 0 в позначенні не вказується.
Нестандартні вальниці по внутрішньому діаметру чи по ширині (висоті) мають позначення серії діаметра 6, 7 або 8. Серії ширин (висот) в цьому випадку не ставляться.

## Приклади вальниць кочення

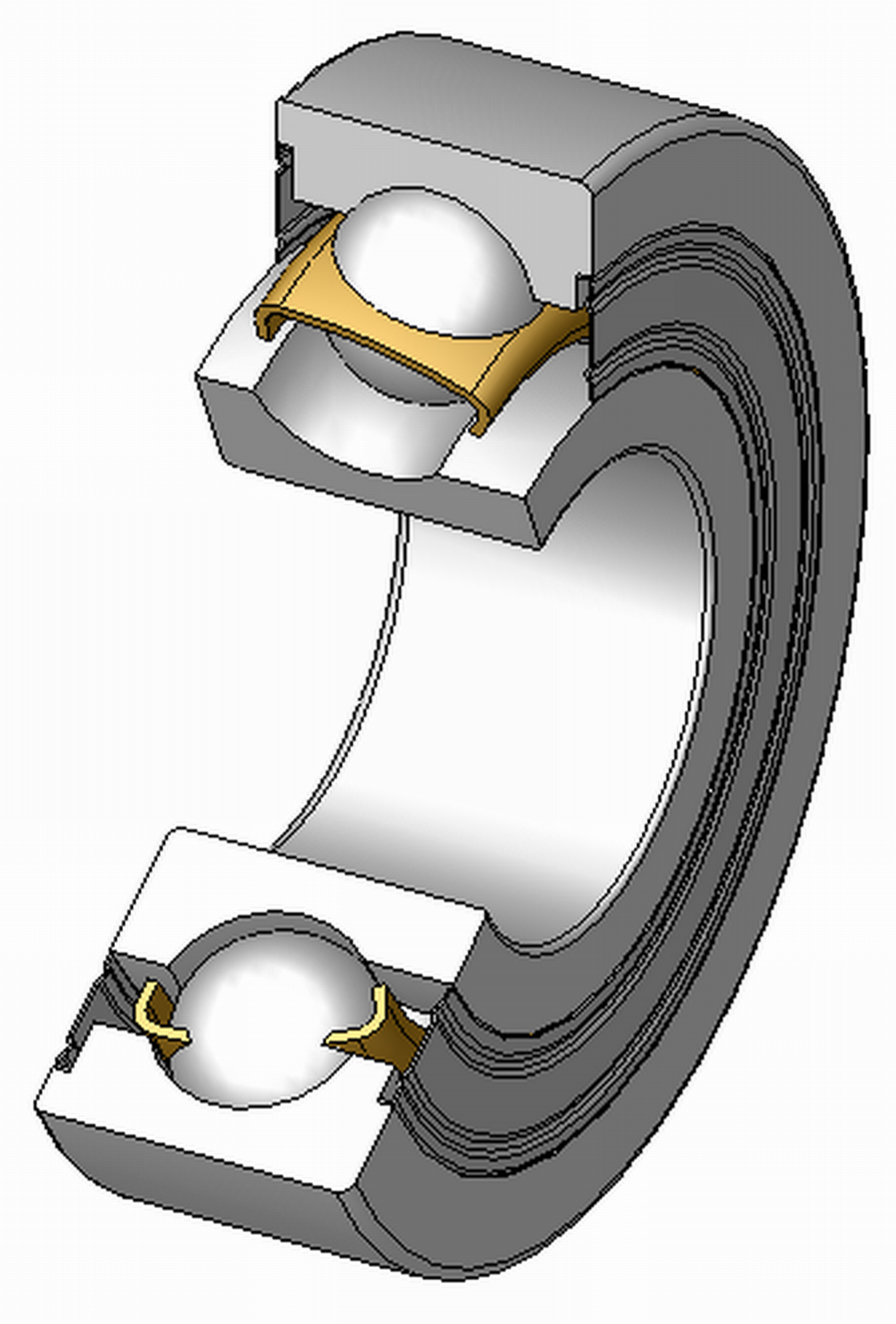
Радіальна кулькова вальниця
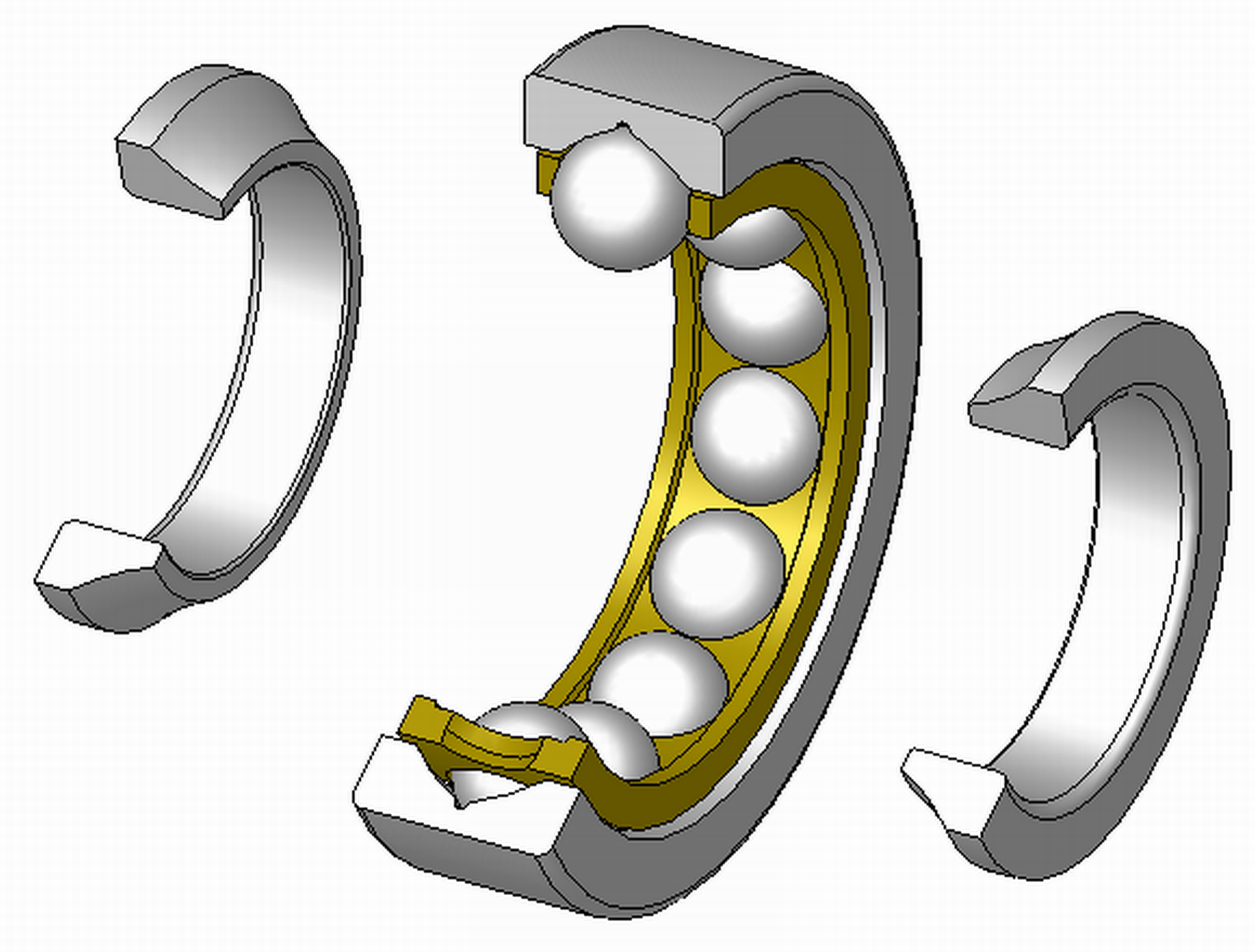
Радіально-упорна кулькова вальниця з чотириточковим контактом
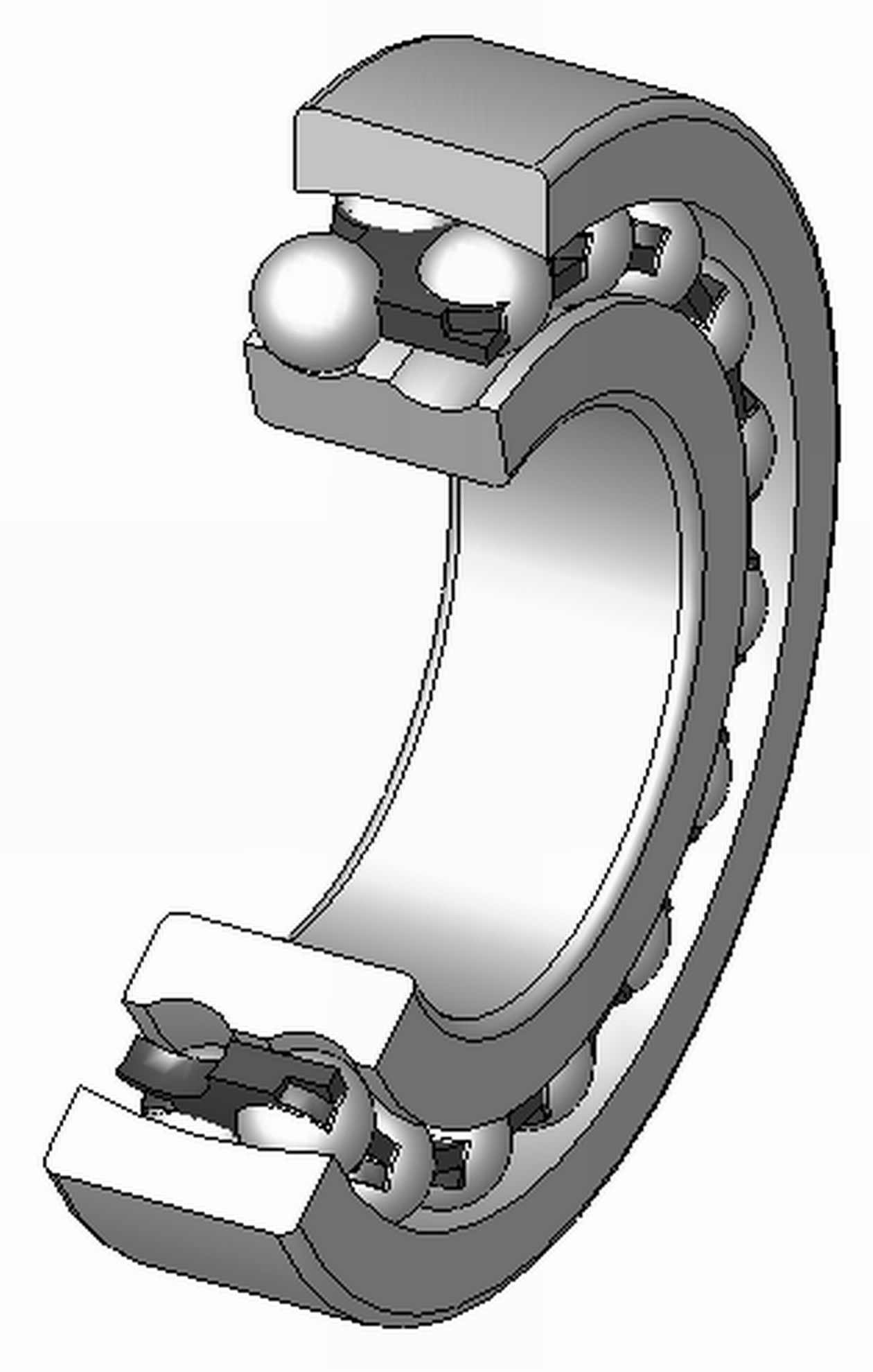
Самоустановна дворядна радіальна кулькова вальниця
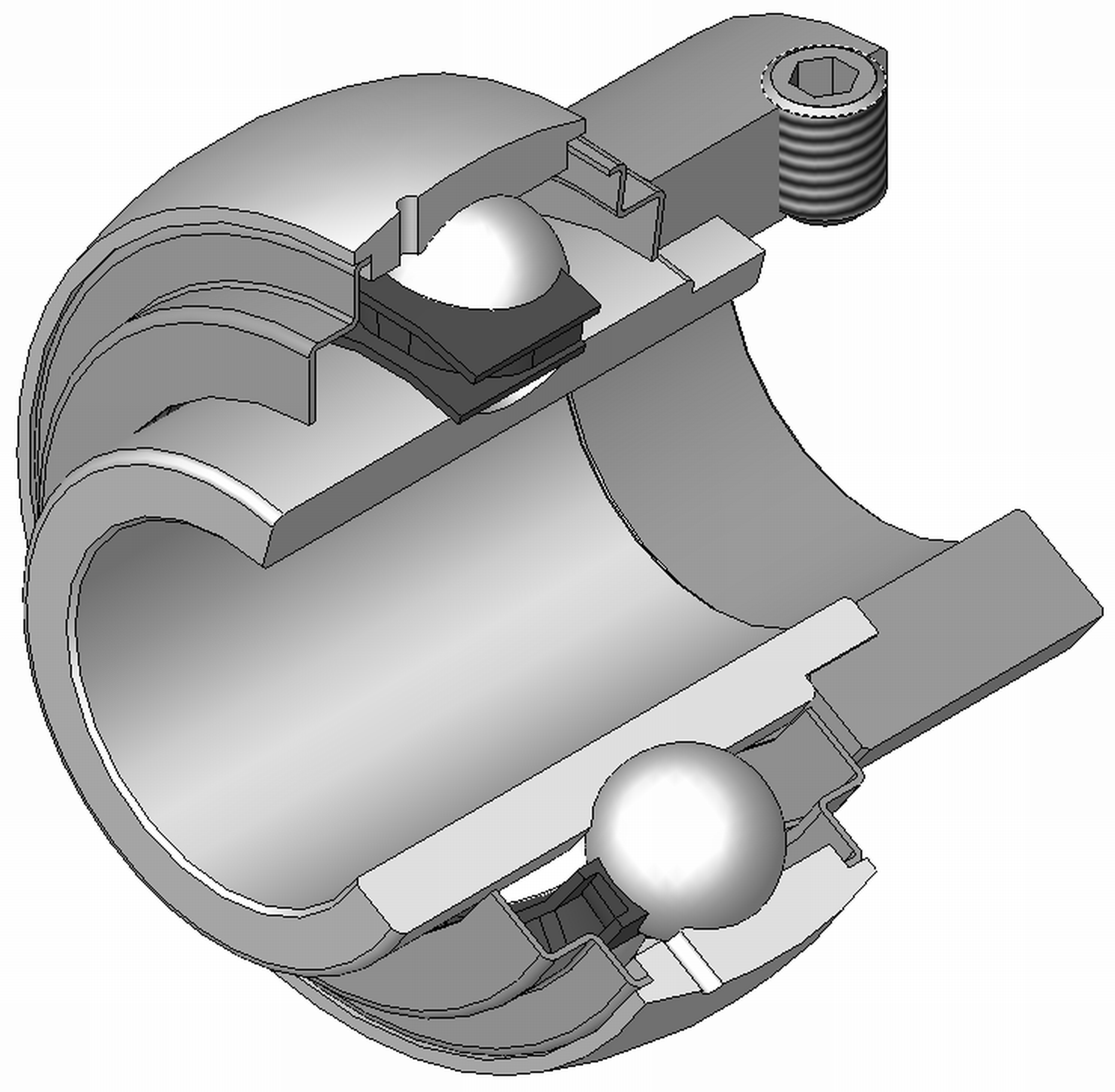
Радіальна кулькова вальниця для корпусних вузлів
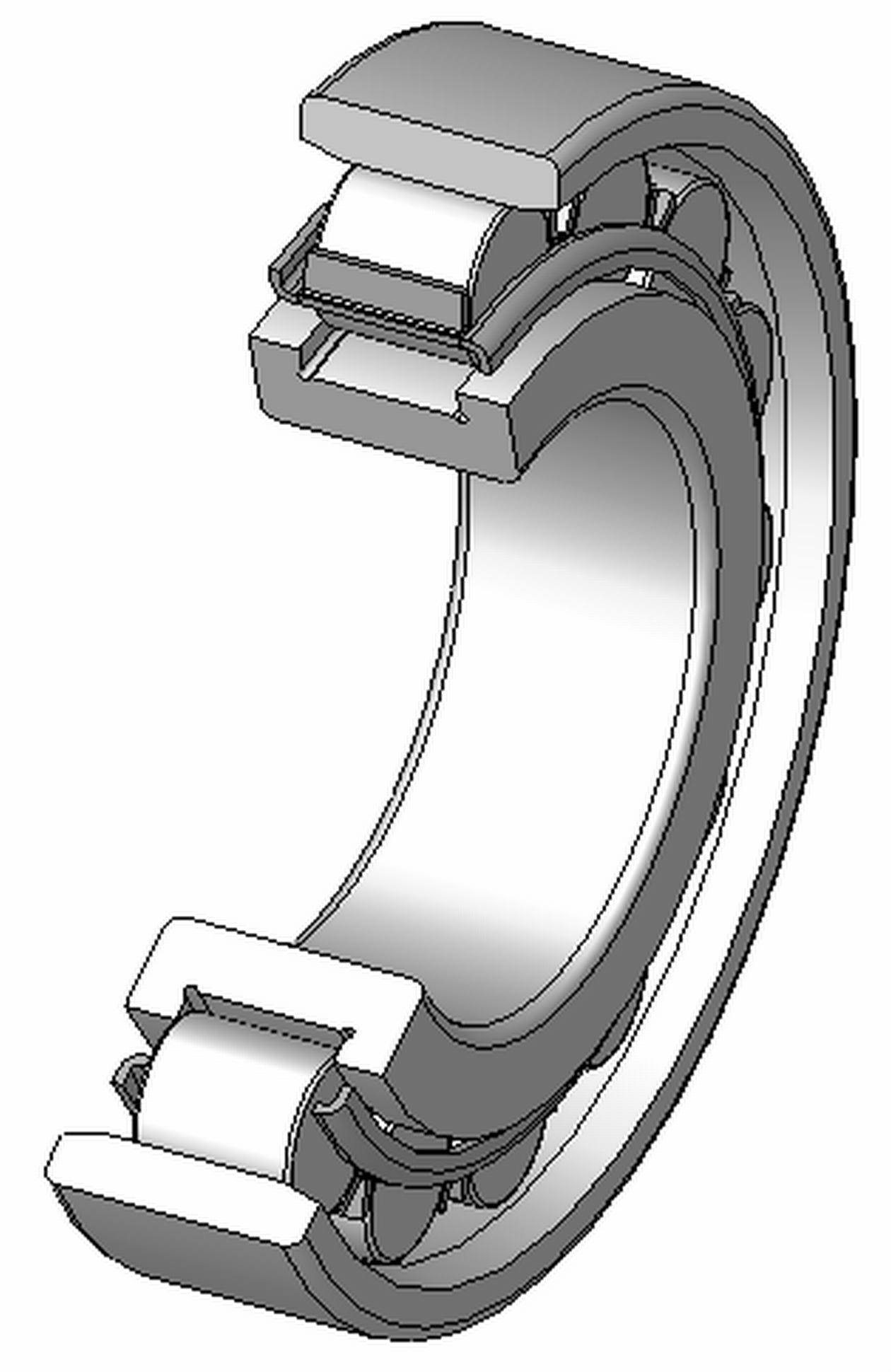
Радіальна роликова вальниця
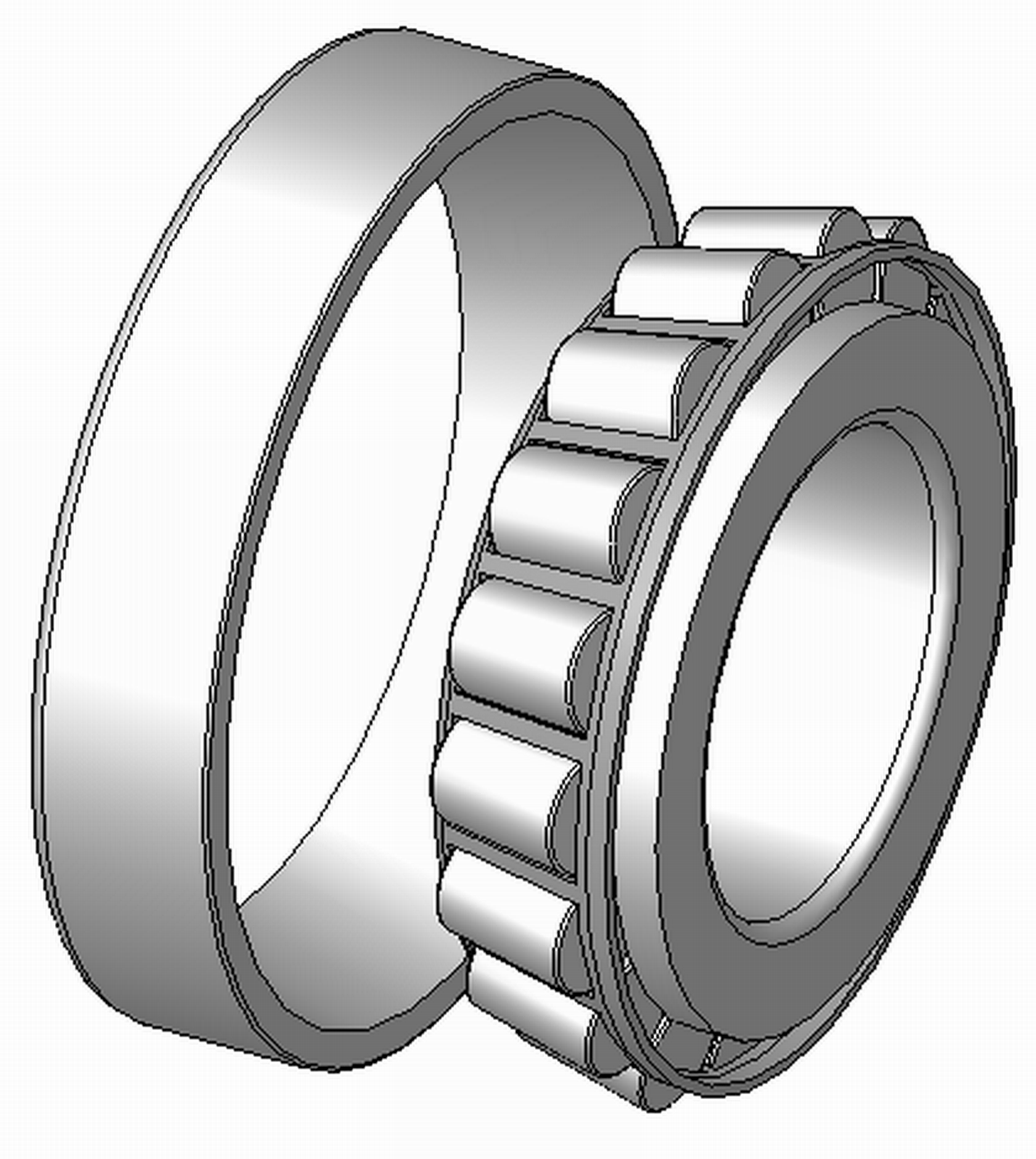
Радіально-упорна роликова вальниця
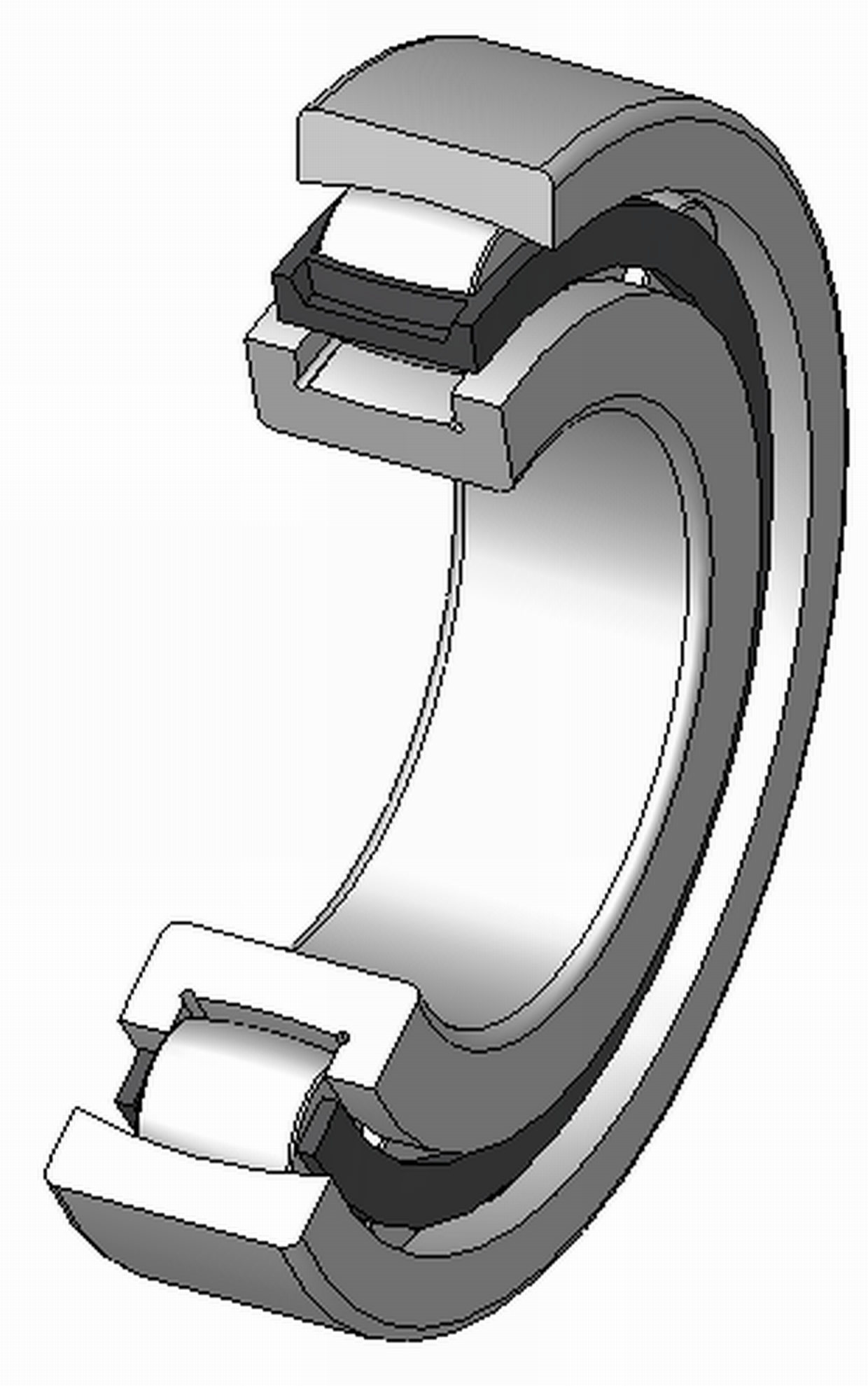
Самоустановна радіальна роликова вальниця
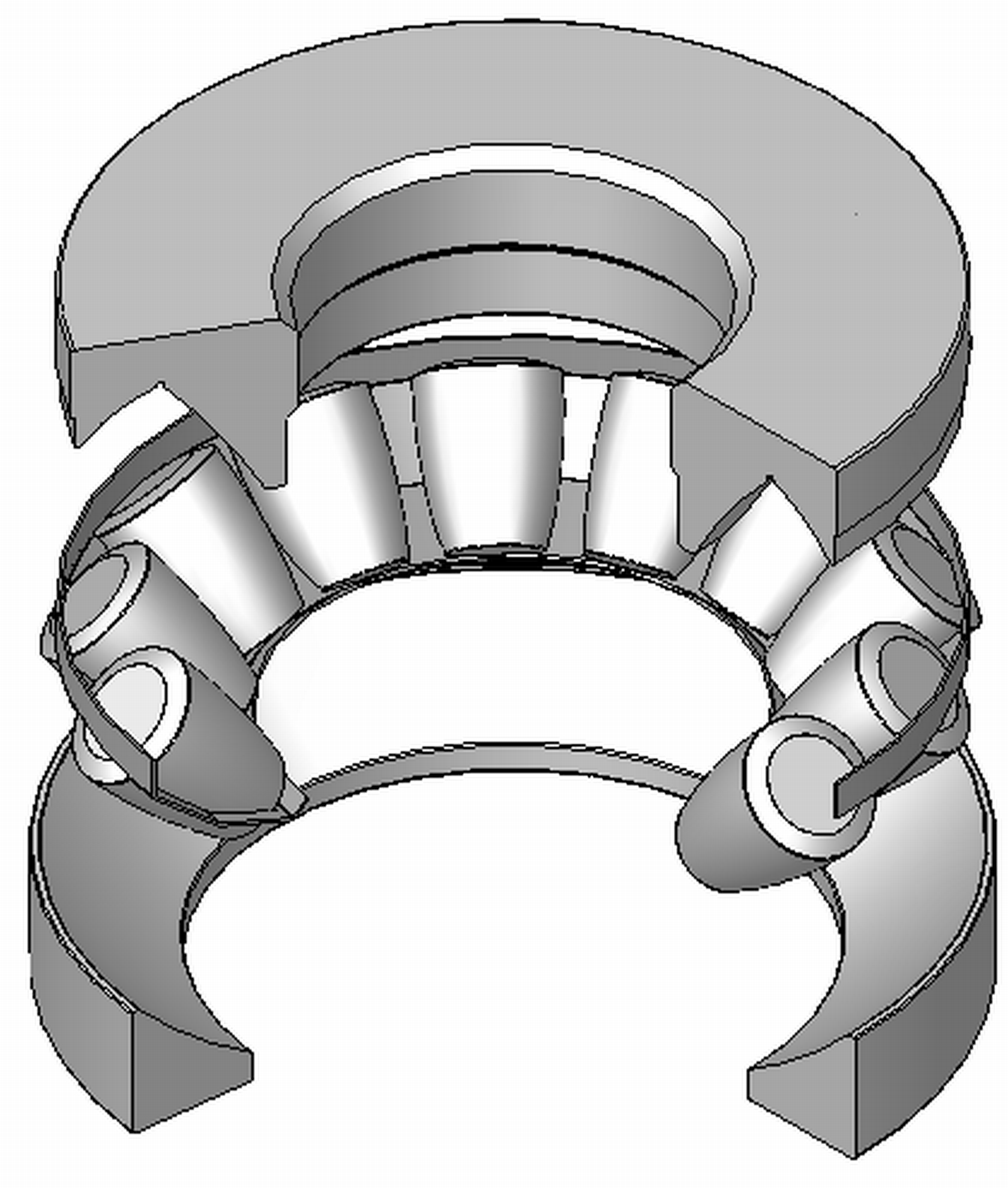
Самоустановна радіально-упорна роликова вальниця
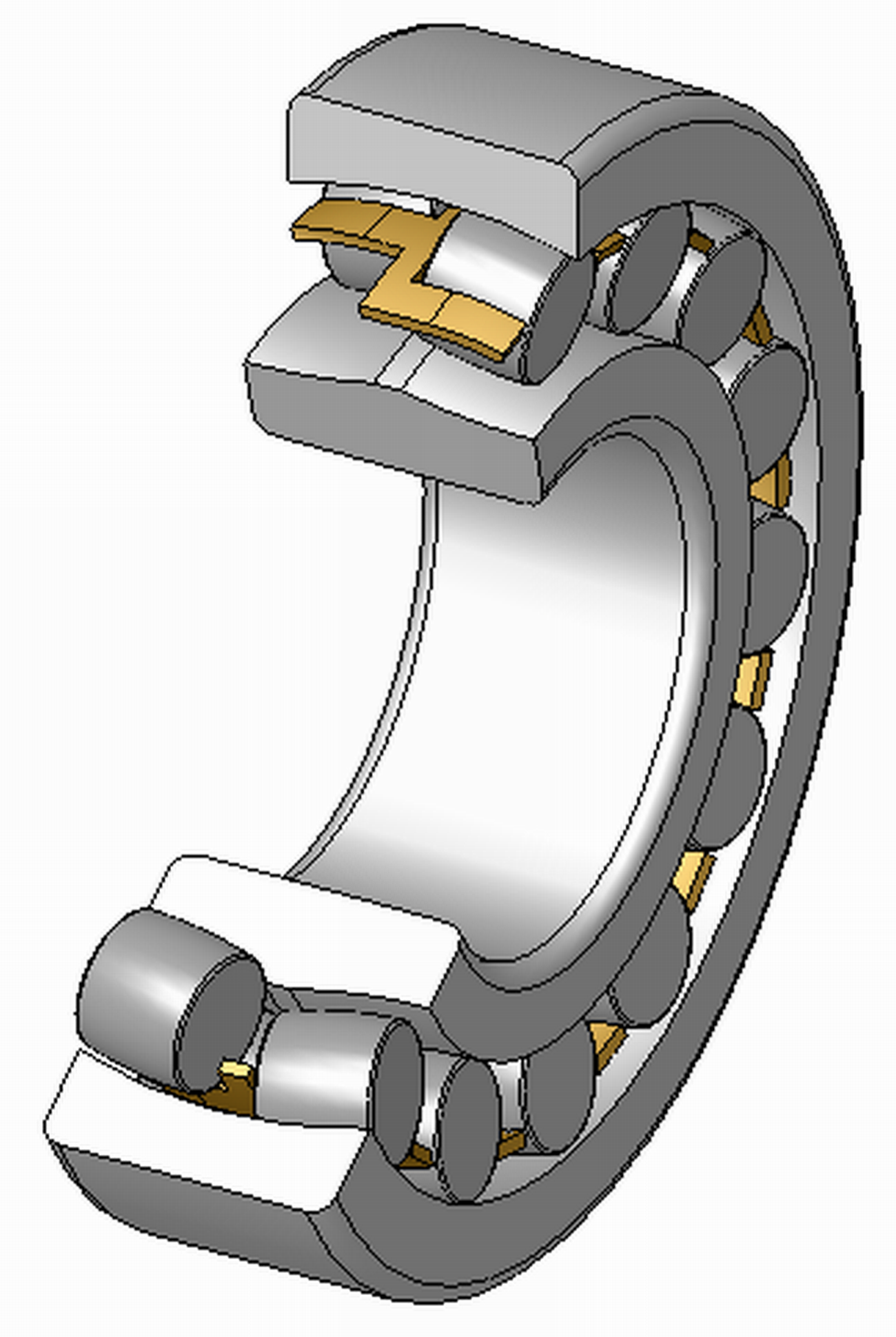
Самоустановна дворядна радіальна роликова вальниця з бочкоподібними роликами (сферична)
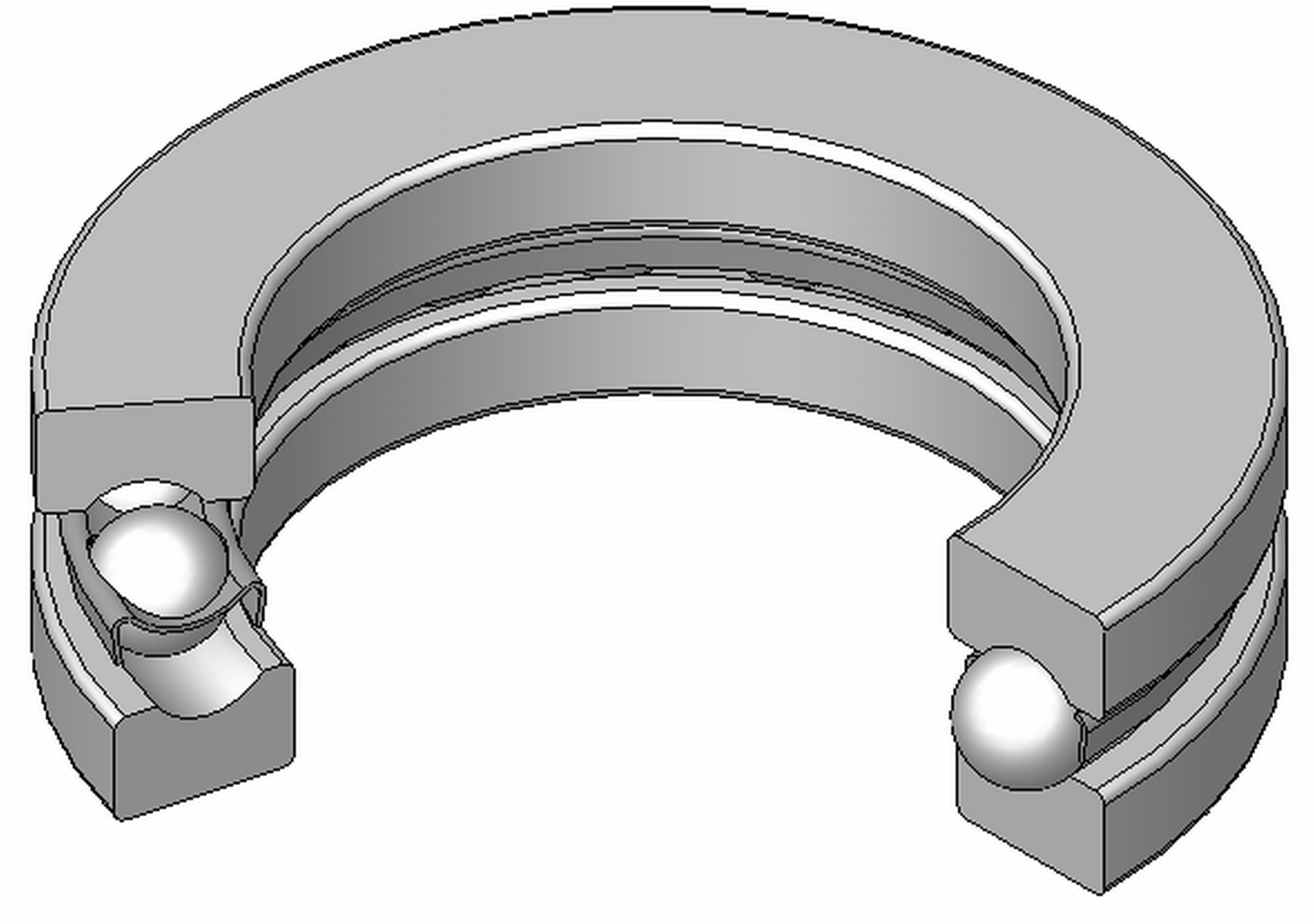
Упорна кулькова вальниця
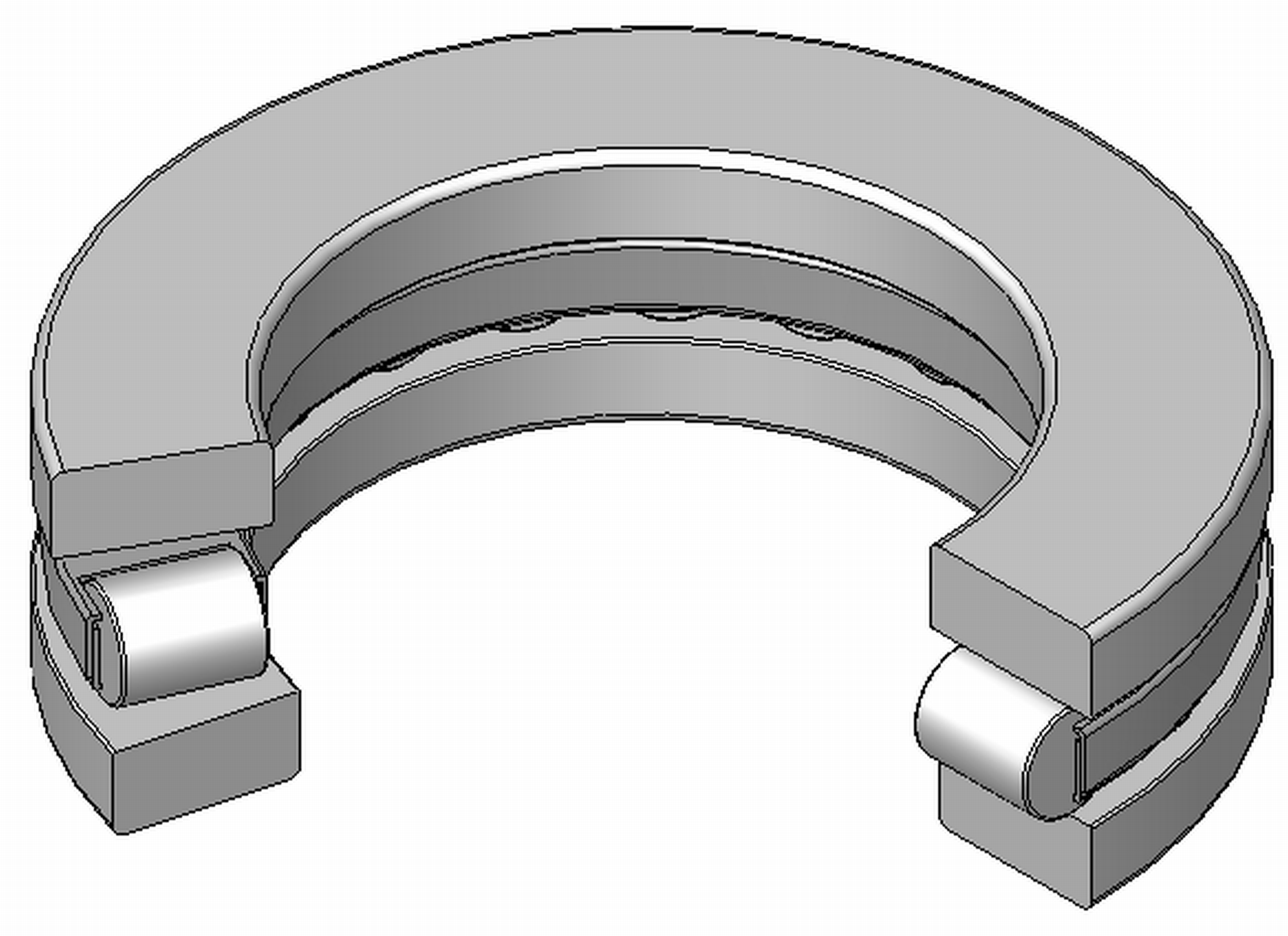
Упорна роликова вальниця
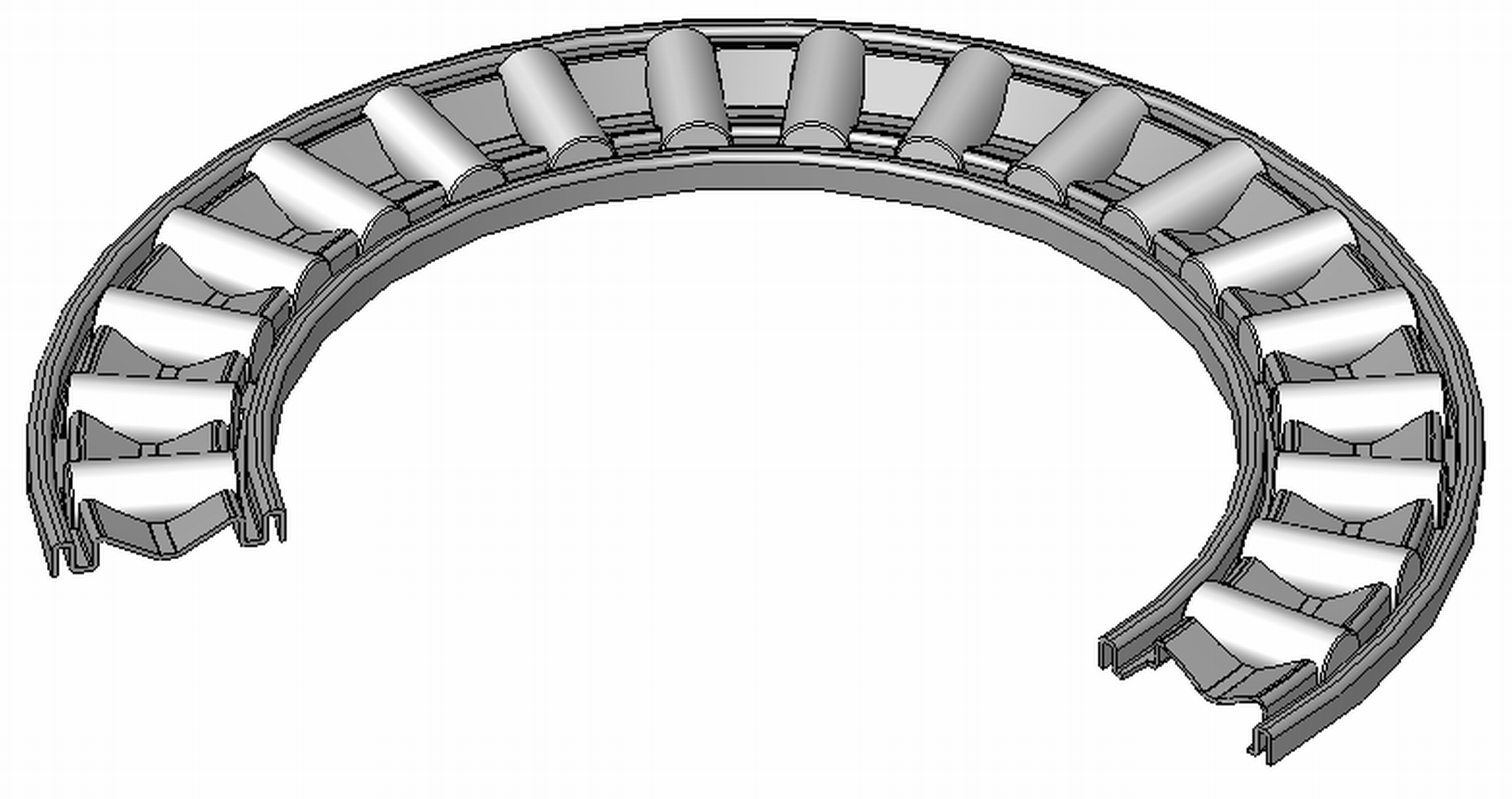
Ролики та сепаратор упорної голчастої вальниці

Самоустановлювальна вальниця
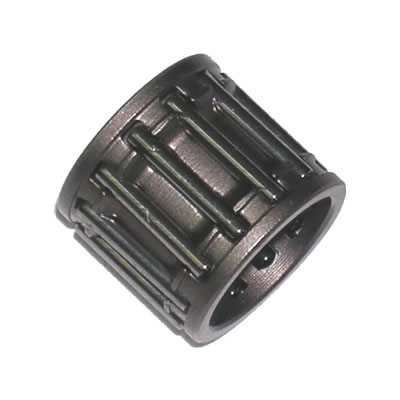
Сепаратор з роликами голчастої вальниці
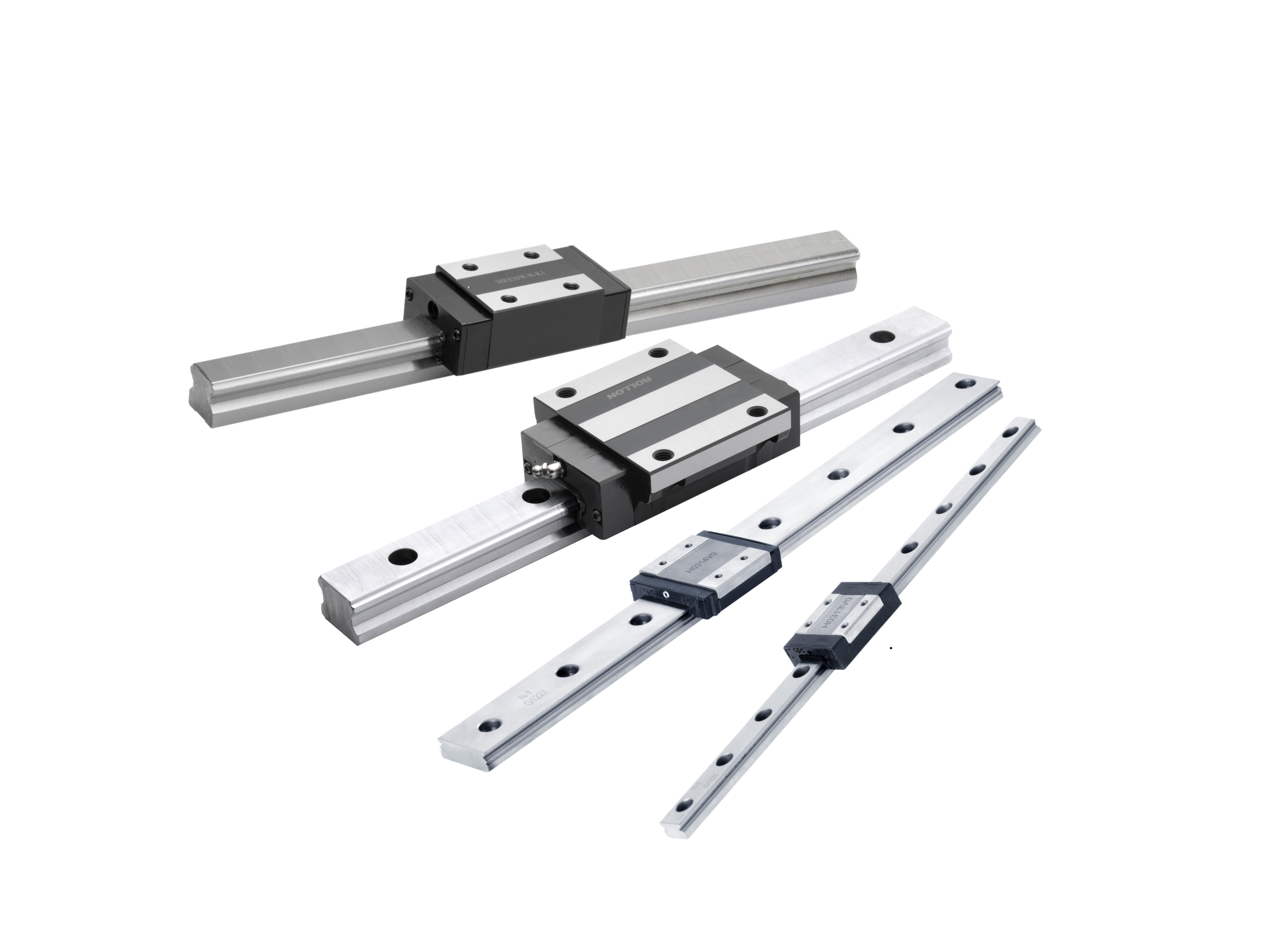
Лінійна рейкова вальниця
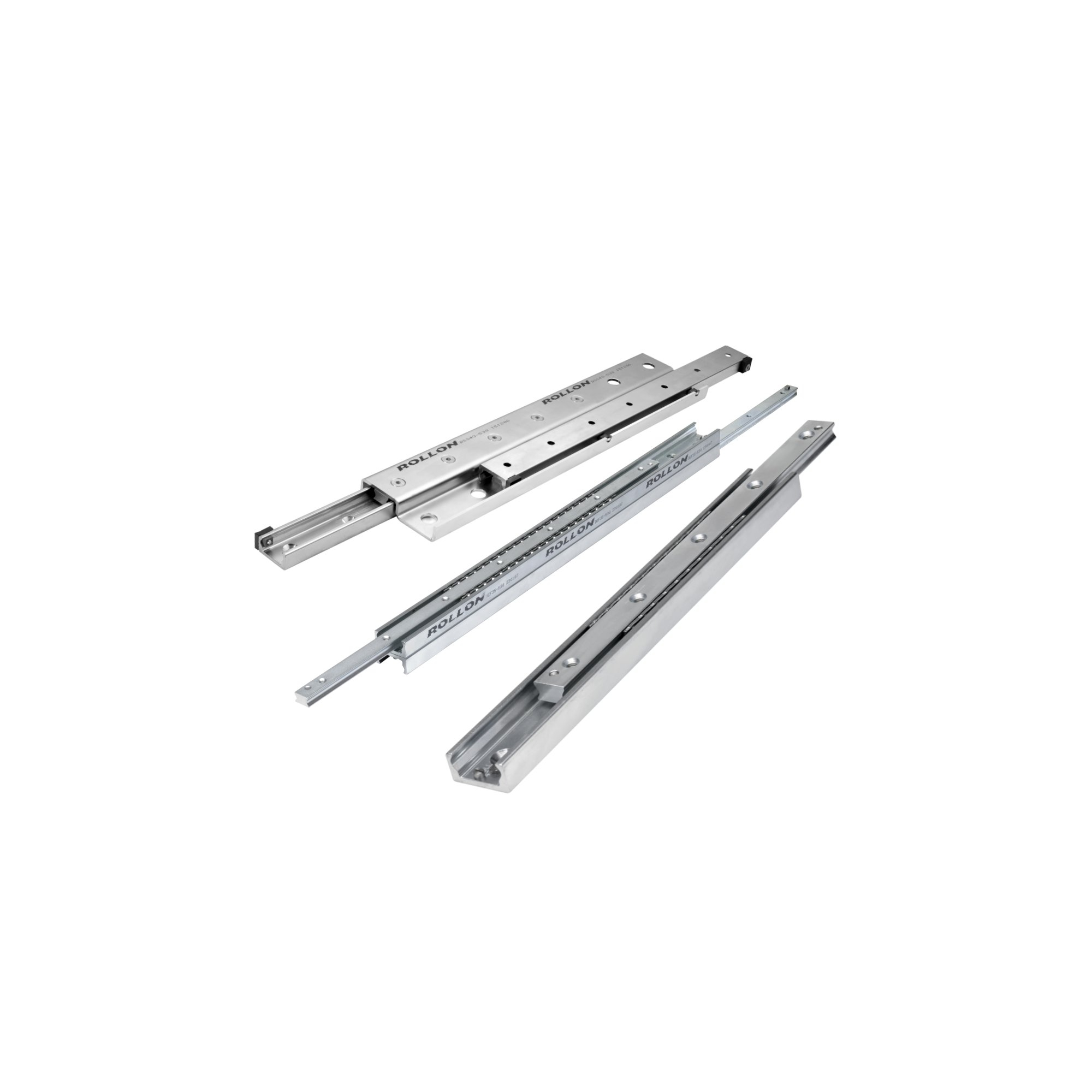
Лінійна телескопічна вальниця
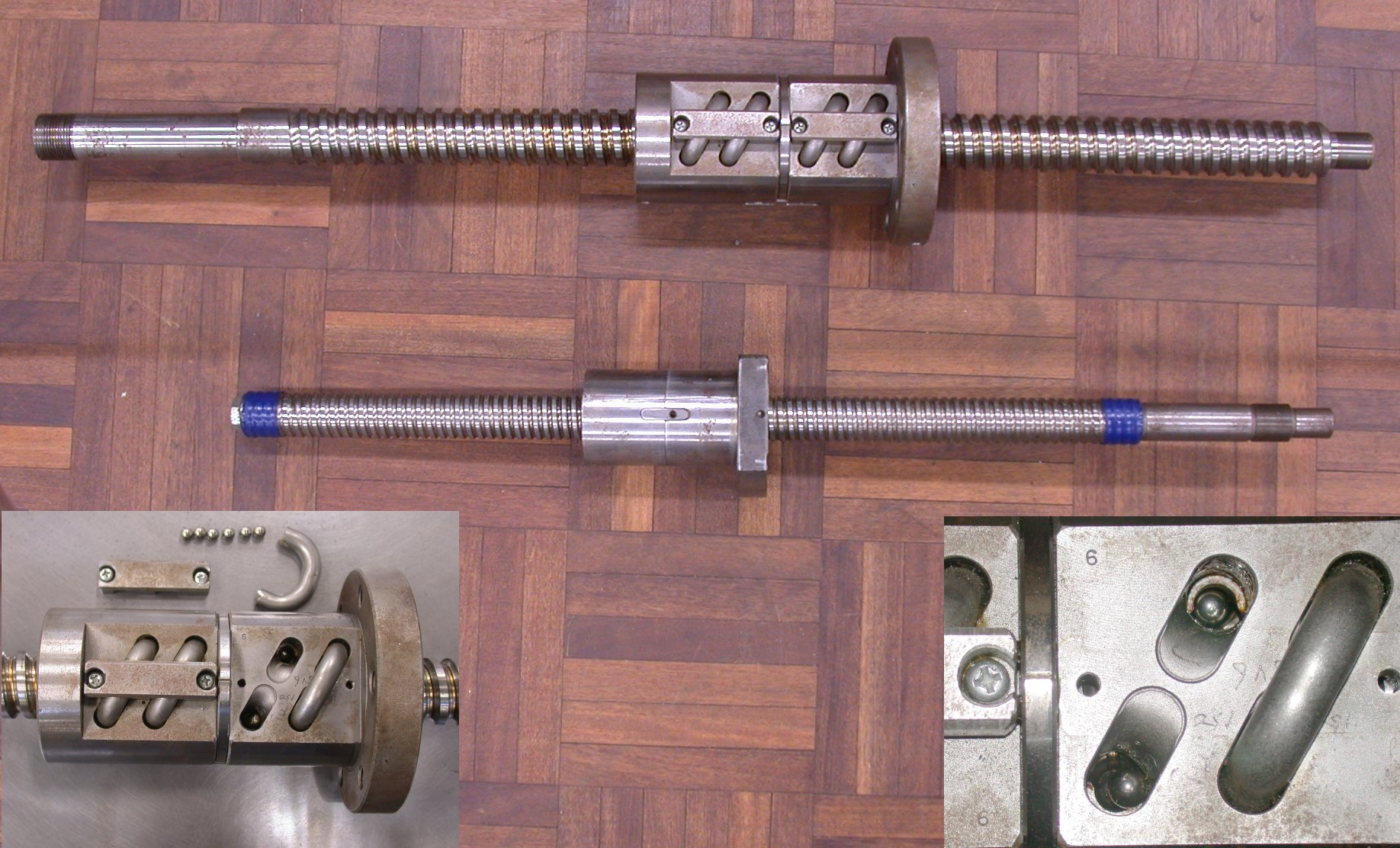
Кулькова гвинтова передача

### Механіка
Вальниця по суті це планетарний механізм, в якому водилом є сепаратор, функції центральних коліс виконують внутрішнє і зовнішнє кільця, а тіла кочення замінюють сателіти.
Частота обертання сепаратора або частота обертання кульок навколо осі вальниці
{\displaystyle n_{c}={\frac {n_{1}}{2}}\left(1-{\frac {D_{\omega }}{d_{m}}}\right)}
де n1 — частота обертання внутрішнього кільця радіальної кулькової вальниці, Dω — діаметр кульки, dm = 0,5(D+d) — діаметр окружності, який проходить через осі всіх тіл кочення (кульок або роликів).
Частота обертання кульки відносно сепаратора
{\displaystyle n_{sp}={\frac {n_{1}}{2}}\left({\frac {d_{m}}{D_{\omega }}}-{\frac {D_{\omega }}{d_{m}}}\right)}
Частота обертання сепаратора при обертанні зовнішнього кільця
{\displaystyle n_{c*}={\frac {n_{3}}{2}}\left(1+{\frac {D_{\omega }}{d_{m}}}\right)}
де n3 — частота обертання зовнішнього кільця радіальної кулькової вальниці.
Для радіально-упорної вальниці
{\displaystyle n_{c}={\frac {n_{1}}{2}}\left(1-{\frac {D_{\omega }\cos \alpha }{d_{m}}}\right)}
{\displaystyle n_{sp}={\frac {n_{1}}{2}}\left({\frac {d_{m}}{D_{\omega }}}-{\frac {D_{\omega }\cos ^{2}\alpha }{d_{m}}}\right)}
З наведених вище співвідношень випливає, що при обертанні внутрішнього кільця сепаратор обертається в ту ж сторону. Частота обертання сепаратора залежить від діаметра Dω кульок при незмінному dm: він зростає при зменшенні Dω та зменшується при збільшенні Dω.
У зв'язку з цим різна розмірність кульок в комплекті вальниці є причиною підвищеного зносу та виходу з ладу сепаратора і вальниці загалом.
При обертанні тіл кочення навколо осі вальниці на кожне з них діє відцентрова сила, що додатково навантажує доріжку кочення зовнішнього кільця
{\displaystyle F_{c}=0,5md_{m}\omega _{c}^{2}},
де m — маса тіла кочення,
ωс — кутова швидкість сепаратора.
Відцентрові сили викликають перевантаження вальниці при роботі на підвищеній частоті обертання, підвищене тепловиділення (перегрівання вальниці) та прискорений знос сепаратора. Все це скорочує термін служби вальниці.
В упорній вальниці, крім відцентрових сил, на кульки діє обумовлений зміною напрямку осі обертання кульок в просторі гіроскопічний момент
{\displaystyle M_{r}=J\omega _{c}\omega _{sp}}
Гіроскопічний момент буде діяти на кульки також у випадку коли при дії осьового навантаження радіально-упорна кулькова вальниця обертається
{\displaystyle M_{r}=J\omega _{c}\omega _{sp}\sin \alpha }
де {\displaystyle J=\rho \cdot \pi \cdot D_{\omega }^{5}/60} — полярний момент інерції маси кульки;
ρ — густина матеріалу кульки;
ωsp та ωс — відповідно, кутова швидкість кульки при обертанні навколо своєї осі та навколо осі вала (кутова швидкість сепаратора).
Під дією гіроскопічного моменту кожна кулька отримує додаткове обертання навколо осі, перпендикулярної площині, утвореної векторами кутових швидкостей кульки та сепаратора. Таке обертання супроводжується зношенням поверхонь кочення, і для запобігання обертання вальницю слід навантажувати такою осьовою силою, щоб за умови {\displaystyle T_{f}=M_{r}}
{\displaystyle T_{f}=M_{r}}, де Tf — момент сил тертя від осьового навантаження на ділянках контакту кульок з кільцями.